# Linia produkcyjna

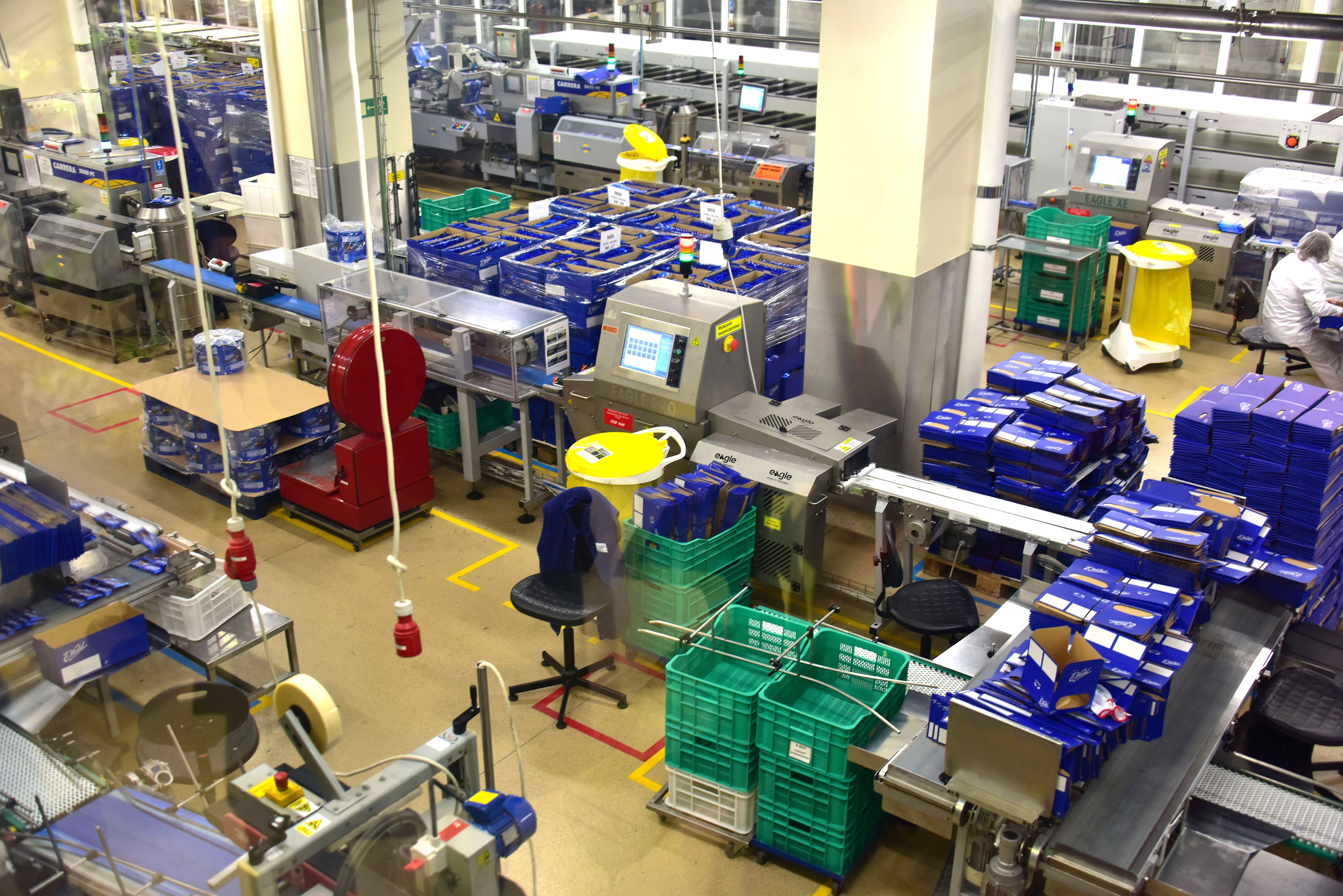
Fragment linii produkcyjnej czekolady w zakładzie Lotte Wedel w Warszawie

Linia produkcyjna – zespół stanowisk pracy ugrupowanych według kolejności operacji technologicznych.
Na linii produkcyjnej części są łączone w główny produkt o wiele szybciej niż w przypadku produkcji rzemieślniczej. Linie produkcyjne to podstawowy element produkcji masowej.